# 北雪平共产主义协会
北雪平共产主义协会（瑞典語：Norrköpings Kommunistiska Förening，缩写为NKF）是瑞典北雪平的一个已不存在的共产主义组织。
1978年，瑞典共产党 (1967年)内的一个亲阿尔巴尼亚的团体脱党，并建立北雪平共产主义协会。1979年，北雪平共产主义协会和斯德哥尔摩共产主义团结团体合并为瑞典共产主义联盟－马列。1981年10月，瑞典共产主义联盟－马列建立“争取创建瑞典国内共产党组织”。1982年，瑞典国内共产党正式成立。
1983年－1984年，瑞典国内共产党做出一系列开除决定，导致北雪平共产主义协会的重建。重建后的北雪平共产主义协会逐渐摆脱霍查主义政治路线，转而接受托洛茨基主义。1989年，该组织改名为马列主义联盟。1990年，马列主义联盟解散，其干部加入工人名单。1992年，原马列主义联盟的部分成员建立争取革命党联盟。